# Пятидесятничество в Новосибирске
Пятидесятничество (Церковь христиан веры евангельской) возникло в Новосибирске в конце 1950-х годов. Представляет собой несколько самостоятельных религиозных организаций.

## История
Старейшая община пятидесятников появилась в Новосибирске в 1957 году и состояла из отделившейся от объединения евангельских христиан-баптистов группы молодёжи. В период формирования общины молитвенные собрания устраивались на квартирах и в частных домах.
В 1965 году в церкви насчитывалось около 50 человек, в 1970-х община состояла из 100 верующих и приобрела частный дом в Северном посёлке Новосибирска. Своей активной деятельностью руководители и члены общины стали привлекать людей из других сибирских и дальневосточных городов.
В начале 1990-х годов церковью была создана Сибирская христианская миссия «Благая весть», которую официально зарегистрировали в органах юстиции. В это время миссионерская и богослужебная деятельность общины заметно усилилась. В Советском, Ленинском и Кировском районах города, а также в расположенных рядом с Новосибирском населённых пунктах были созданы филиалы. Церковь приобретает ещё один дом на улице 1-я Пестеля, 17, в 1999 году в нём проходит первое богослужение.

## Организации пятидесятников
В 1990-х годах появилось более 10 новых независимых общин и церквей пятидесятников. Все эти общины проходили регистрацию в органах юстиции и были включены в состав различных независимых друг от друга централизованных организаций пятидесятников.

## Деятели церкви
В числе первых религиозных организаторов общины были А. И. Латышевич и Ф. Р. Ильин, осуждённые в 1962 году за свою духовную деятельность. Они провели три года в местах лишения свободы, но позже были реабилитированы.